# A Terra de Lemos
La Terra de Lemos és una comarca de Galícia situada al sud de la província de Lugo. La seva capital és Monforte de Lemos. Rep el seu nom dels lemaus, antiga tribu cèltica que poblava la zona.

## Geografia
Es troba al sud de la província de Lugo i la major part de la seva superfície està ocupada per una gran plana limitada per les valls del Miño i el Sil.
Limita amb la comarca de Sarria al nord, amb la comarca de Quiroga a l'est, amb la comarca de Chantada a l'oest, i amb les comarques d'Ourense i la Terra de Caldelas al sud.

## Municipis
En formen part els municipis de:
- Bóveda
- Monforte de Lemos
- Pantón
- A Pobra do Brollón
- O Saviñao
- Sober